# Львівська обласна рада народних депутатів XIX скликання
Львівська обласна рада народних депутатів дев'ятнадцятого скликання — представничий орган Львівської області у 1985—1987 роках.
Нижче наведено список депутатів Львівської обласної ради 19-го скликання, обраних 24 лютого 1985 року в загальних та особливих округах. Всього до Львівської обласної ради 19-го скликання було обрано 250 депутатів.
| Прізвище, ім'я, по-батькові        | Місто чи район           | Виборчий округ                | Посада | Примітки                       |
| ---------------------------------- | ------------------------ | ----------------------------- | --- | ------------------------------ |
| Алаєва Ія Семенівна                | Дрогобицький район       | Лішнянський № 118             | заступник голови Львівського облвиконкому |                                |
| Аляб'єв Михайло Олександрович      | місто Львів              | Радянський № 22               | фрезерувальник Львівського виробничого об'єднання імені 50-річчя Жовтня |                                |
| Андрюшин Євген Іванович            | Нестеровський район      | Дублянський № 162             | начальник Львівського відділка Львівської залізниці |                                |
| Антипов Олександр Миколайович      | Городоцький район        | Керницький № 113              | завідувач фінансового відділу Львівського облвиконкому |                                |
| Антош Ольга Миколаївна             | місто Львів              | Радянський № 14               | водій Львівського трамвайно-тролейбусного управління |                                |
| Бабійчук Олександр Васильович      | Яворівський район        | Новояворівський № 246         | 1-й секретар Львівського обкому ЛКСМУ |                                |
| Бабух Лідія Петрівна               | Нестеровський район      | Добросинський № 161           | оператор по відгодівлі великої рогатої худоби колгоспу «Нове життя» села Добросин Нестеровського р-ну |                                |
| Бабчій Мирослава Федорівна         | Дрогобицький район       | Уличненський № 123            | тваринниця колгоспу імені Шевченка села Уличне Дрогобицького р-ну |                                |
| Базів Надія Федорівна              | місто Дрогобич           | Дрогобицький № 73             | свердлувальниця Дрогобицького долотного заводу |                                |
| Байдюк Анатолій Тимофійович        | Мостиський район         | Судововишнянський № 158       | 1-й заступник голови Львівського облвиконкому |                                |
| Баньковська Марія Іванівна         | місто Львів              | Залізничний № 45              | монтажниця Львівського виробничого об'єднання «Електрон» |                                |
| Барщевська Надія Михайлівна        | місто Стрий              | Стрийський № 86               | робітниця Стрийської взуттєвої фабрики Львівського виробничого взуттєвого об'єднання «Прогрес» |                                |
| Бербека Ольга Василівна            | місто Львів              | Шевченківський № 49           | швея-мотористка Львівського виробничого швейного об'єднання «Спецодяг» |                                |
| Березовська Любомира Андріївна     | Стрийський район         | Дашавський № 226              | голова Дашавської сільської ради Стрийського р-ну |                                |
| Боднар Віра Михайлівна             | Пустомитівський район    | Щирецький № 185               | доярка радгоспу імені Калініна селища Щирець Пустомитівського р-ну |                                |
| Бойчук Володимир Григорович        | місто Львів              | Шевченківський № 54           | генеральний директор Львівського виробничого взуттєвого об'єднання «Прогрес» |                                |
| Болонна Марія Михайлівна           | Дрогобицький район       | Солонський № 122              | бригадир рільничої бригади колгоспу «Нове життя» села Солонське Дрогобицького р-ну |                                |
| Брусов Володимир Олександрович     | Бродівський район        | Бродівський № 100             | завідувач відділу організаційно-партійної роботи Львівського обкому КПУ |                                |
| Бульба Григорій Савич              | місто Дрогобич           | Дрогобицький № 77             | голова Дрогобицького міськвиконкому |                                |
| Валько Володимир Петрович          | Нестеровський район      | Підлісненський № 167          | тракторист колгоспу імені Леніна села Підлісне Нестеровського р-ну |                                |
| Василів Мирон Григорович           | Сокальський район        | Жвирківський № 208            | секретар Львівського обкому КПУ |                                |
| Винар Анатолій Миколайович         | Радехівський район       | Лопатинський № 188            | голова Радехівського райвиконкому |                                |
| Висоцький Володимир Михайлович     | Турківський район        | Турківський № 237             | начальник управління культури Львівського облвиконкому |                                |
| Війтович Ярослав Іванович          | Перемишлянський район    | Романівський № 173            | зоотехнік колгоспу імені Щорса села Романів Перемишлянського р-ну |                                |
| Вовк Анатолій Максимович           | Пустомитівський район    | Звенигородський № 181         | завідувач відділу народної освіти Львівського облвиконкому |                                |
| Воробйов Олег Гаврилович           | Бродівський район        | Підкамінський № 103           | 1-й секретар Бродівського райкому КПУ |                                |
| Гавриленко Олексій Федосійович     | Старосамбірський район   | Стрілківський № 223           | завідувач відділу охорони здоров'я Львівського облвиконкому |                                |
| Гаврилюк Михайло Олександрович     | місто Львів              | Залізничний № 43              | ректор Львівського політехнічного інституту |                                |
| Гамерський Михайло Дмитрович       | Сокальський район        | Селецький № 210               | 1-й секретар Сокальського райкому КПУ |                                |
| Гапон Григорій Іванович            | місто Червоноград        | Червоноградський № 92         | бригадир робітників очисного вибою шахти імені Героя Радянського Союзу Лопатіна виробничого об'єднання «Укрзахідвугілля»                                                                                       |                                |
| Гафтанюк Костянтин Тимофійович     | Сколівський район        | Славський № 204               | начальник Львівського обласного управління лісового господарства і лісозаготівель |                                |
| Гладиш (Шевчик) Анеля Йосипівна    | Яворівський район        | Краковецький № 243            | бригадир комплексної бригади колгоспу імені Ілліча селища Краковець Яворівського р-ну |                                |
| Гладьо Надія Йосипівна             | Старосамбірський район   | Новоміський № 219             | обліковець рільничої бригади колгоспу імені Ілліча села Нове Місто Старосамбірського р-ну |                                |
| Гнат Володимир Осипович            | місто Дрогобич           | Стебницький № 80              | робітник Стебницького калійного комбінату |                                |
| Годиш Ярослав Петрович             | місто Львів              | Залізничний № 31              | начальник Головного управління по будівництву у Львівській області «Головльвівпромбуд» |                                |
| Гойдик Ярослава Дмитрівна          | місто Львів              | Залізничний № 40              | маляр Львівського мотозаводу |                                |
| Гопшта Ірена Романівна             | Мостиський район         | Гусаківський № 154            | бухгалтер по тваринництву колгоспу «Прогрес» села Золотковичі Мостиського р-ну |                                |
| Горошко Любомир Степанович         | Самбірський район        | Чайковицький № 197            | начальник відділу капітального будівництва Львівського облвиконкому |                                |
| Гудим Леонід Єфремович             | Городоцький район        | Городоцький № 112             | голова Городоцького райвиконкому |                                |
| Гурій Ганна Євстахіївна            | місто Дрогобич           | Дрогобицький № 78             | машиніст Дрогобицького нафтопереробного заводу |                                |
| Данилюк Ростислав Харитонович      | Бродівський район        | Пеняківський № 104            | голова Бродівського райвиконкому |                                |
| Дац Раїса Василівна                | місто Львів              | Червоноармійський № 63        | фасувальниця Львівського хіміко-фармацевтичного заводу |                                |
| Диколенко Євген Якович             | місто Червоноград        | Червоноградський № 94         | генеральний директор західноукраїнського виробничого об'єднання по видобутку вугілля «Укрзахідвугілля» |                                |
| Диміцький Богдан Пилипович         | Старосамбірський район   | Хирівський № 224              | голова Старосамбірського райвиконкому |                                |
| Дідик Тамара Софронівна            | місто Львів              | Ленінський № 2                | солістка опери Львівського академічного театру опери та балету імені Івана Франка |                                |
| Добрик Віктор Федорович            | Буський район            | Буський № 105                 | 1-й секретар Львівського обкому КПУ |                                |
| Дорожовець Галина Василівна        | місто Дрогобич           | Дрогобицький № 76             | фрезерувальниця Дрогобицького заводу автомобільних кранів |                                |
| Доценко Віктор Михайлович          | Турківський район        | Луківський № 238              | «інженер Турківського лісгоспзагу» (член Військової ради – начальник Політвідділу Військово-повітряних сил (ВПС) Прикарпатського військового округу, генерал-майор авіації)                                    | загинув 3.05.1985              |
| Дрозд Ніна Василівна               | місто Львів              | Радянський № 16               | картонажник Львівської фабрики картонажних виробів |                                |
| Дунець Леонтій Антонович           | Стрийський район         | Дідушицький № 227             | начальник управління сільського господарства Львівського облвиконкому |                                |
| Дунський Петро Васильович          | Золочівський район       | Підлипецький № 137            | тракторист колгоспу «Червона Зірка» села Підлипці Золочівського р-ну |                                |
| Дусан Надія Михайлівна             | Кам'янсько-Бузький район | Великосілківський № 142       | оператор машинного доїння колгоспу «Україна» села Великосілка Кам'янсько-Бузького р-ну |                                |
| Дутка Софія Василівна              | Бродівський район        | Шнирівський № 102             | ланкова колгоспу імені Кірова села Язлівчик Бродівського р-ну |                                |
| Дячок Степан Володимирович         | Радехівський район       | Нововитківський № 190         | механізатор колгоспу імені Кірова села Новий Витків Радехівського р-ну |                                |
| Жерегій Людмила Аркадіївна         | місто Львів              | Радянський № 19               | робітниця видавництва «Вільна Україна» Львівського обкому КПУ |                                |
| Журавчак Дмитро Львович            | місто Борислав           | Бориславський № 69            | оператор Бориславського нафтогазовидобувного управління «Бориславнафтогаз» |                                |
| Журба Станіслав Степанович         | Сколівський район        | Сколівський № 203             | голова Сколівського райвиконкому |                                |
| Занько Галина Олексіївна           | Нестеровський район      | Рава-Руський № 168            | робітниця Рава-Руського маслозаводу Нестеровського р-ну |                                |
| Захарова Анастасія Степанівна      | Яворівський район        | Залузький № 240               | бригадир малярів будівельного управління № 74 тресту «Яворівхімбуд» Яворівського р-ну |                                |
| Заяць Віра Василівна               | Стрийський район         | Гірненський № 225             | робітниця меблевого комбінату «Стрий» Стрийського р-ну |                                |
| Здирок Марія Степанівна            | Жидачівський район       | Бережницький № 124            | зоотехнік колгоспу «Дружба» села Млиниська Жидачівського р-ну |                                |
| Здреник Іван Андрійович            | Самбірський район        | Чукв'янський № 198            | голова Блажівської сільської ради Самбірського р-ну |                                |
| Земко Марія Василівна              | місто Львів              | Радянський № 18               | робітниця Радянського продовольчого торгу |                                |
| Золотуха Ольга Василівна           | Стрийський район         | Долішненський № 229           | завідувачка ферми колгоспу «Зоря комунізму» села Жулин Стрийського р-ну |                                |
| Зубейко Марія Андріївна            | Кам'янсько-Бузький район | Батятичівський № 140          | ланкова колгоспу імені Ілліча села Желдець Кам'янсько-Бузького р-ну |                                |
| Іванюк Надія Миколаївна            | місто Львів              | Червоноармійський № 67        | шліфувальниця Львівського скляного виробничого об'єднання «Райдуга» |                                |
| Ізосимов Леонід Федорович          | місто Львів              | Червоноармійський № 66        | прокурор Львівської області |                                |
| Калінін Микола Васильович          | Самбірський район        | Ободівський № 199             | 1-й заступник командувача військ Прикарпатського військового округу | склав повноваження у 1985 році |
| Капуста Любов Петрівна             | Сокальський район        | Сокальський № 212             | завідувачка відділу Сокальської центральної районної бібліотеки |                                |
| Каргашина Зінаїда Олексіївна       | місто Львів              | Шевченківський № 48           | робітниця Львівського виробничого об'єднання кондитерської промисловості «Світоч» |                                |
| Карельська Степанія Йосипівна      | Жидачівський район       | Сидорівський № 131            | бригадир колгоспу імені Чапаєва села Чертіж Жидачівського р-ну |                                |
| Карп Богдана Степанівна            | місто Львів              | Радянський № 20               | ювелір Львівського виробничого об'єднання «Ювелірпром» |                                |
| Карпінський Юліан Антонович        | Городоцький район        | Комарнівський № 114           | голова Львівського обласного виробничого об'єднання по матеріально-технічному забезпеченню сільського господарства                                                                                             |                                |
| Касіян Парасковія Іванівна         | Яворівський район        | Прилбичівський № 247          | лаборант Яворівського виробничого об'єднання «Сірка» Яворівського р-ну |                                |
| Квич Ганна Юріївна                 | Турківський район        | Нижньояблунський № 234        | доярка радгоспу «Турківський» села Нижня Яблунька Турківського р-ну |                                |
| Кельман Іван Іванович              | місто Червоноград        | Червоноградський № 96         | начальник Львівського обласного виробничого об'єднання пасажирського автотранспорту |                                |
| Кидай Олександр Олександрович      | Миколаївський район      | Новороздольський № 151        | начальник Львівського обласного виробничо-технічного управління зв'язку |                                |
| Кирей Михайло Ілліч                | місто Львів              | Радянський № 24               | голова Львівського облвиконкому |                                |
| Киричук (Пазяк) Ганна Степанівна   | місто Львів              | Ленінський № 3                | телефоністка Львівської телеграфно-телефонної станції |                                |
| Кисіль Галина Василівна            | місто Львів              | Радянський № 23               | старший електромеханік Львівської міської телефонної мережі |                                |
| Кіндій Любомир Васильович          | Миколаївський район      | Миколаївський № 149           | голова Миколаївського райвиконкому |                                |
| Кіт Орест Ярославович              | Городоцький район        | Коропузький № 115             | шофер Вишнянського радгоспу-технікуму села Вишня Городоцького р-ну |                                |
| Клюка Ганна Михайлівна             | місто Львів              | Шевченківський № 46           | робітниця Львівської бавовняної ткацької фабрики |                                |
| Кобилюх Надія Степанівна           | місто Львів              | Шевченківський № 55           | швея Львівської швейної фабрики виробничого швейного об'єднання «Маяк» |                                |
| Ковалишин Олександра Михайлівна    | Миколаївський район      | Димівський № 148              | завідувачка ферми колгоспу «Дружба» села Тернопілля Миколаївського р-ну |                                |
| Ковальчук Леонтій Іванович         | Золочівський район       | Поморянський № 138            | голова Золочівського райвиконкому |                                |
| Ковальчук Ольга Йосипівна          | Радехівський район       | Миколаївський № 189           | доярка колгоспу «Прогрес» села Сморжів Радехівського р-ну |                                |
| Кожух Анатолій Юхимович            | Пустомитівський район    | Солонківський № 184           | голова Пустомитівського райвиконкому |                                |
| Козак Володимир Степанович         | місто Львів              | Ленінський № 5                | бригадир мулярів Львівського будівельного управління № 55 тресту «Львівжитлобуд» |                                |
| Козак Любов Олександрівна          | місто Львів              | Залізничний № 34              | оператор пасажирського вагонного депо станції Львів Львівської залізниці |                                |
| Козалетов Валерій Михайлович       | Пустомитівський район    | Промисловий № 179             | «інструктор Львівського обласного комітету Товариства Червоного Хреста» (командир конвойної частини Внутрішніх військ МВС СРСР № 30021, майор)                                                                 |                                |
| Козубаль Галина Іванівна           | Пустомитівський район    | Верхньобілківський № 177      | оператор машинного доїння радгоспу «Білківський» села Верхня Білка Пустомитівського р-ну |                                |
| Коломієць Ірина Іванівна           | місто Львів              | Залізничний № 35              | робітниця Львівського виробничого об'єднання «Біофізприлад» |                                |
| Комнатний Степан Михайлович        | Буський район            | Олеський № 108                | голова Буського райвиконкому |                                |
| Кондрашов Анатолій Пилипович       | місто Львів              | Радянський № 17               | начальник штабу цивільної оборони Львівської області |                                |
| Кондюх Марія Василівна             | Буський район            | Куткірський № 107             | ланкова колгоспу імені 60-річчя Радянської України села Новий Милятин Буського р-ну |                                |
| Корчинський Михайло Миколайович    | Сколівський район        | Верхньосиньовидненський № 200 | тракторист колгоспу імені Богдана Хмельницького села Корчин Сколівського р-ну |                                |
| Косован Олександр Романович        | Пустомитівський район    | Пустомитівський № 183         | редактор обласної газети «Вільна Україна» |                                |
| Косолович Ганна Миколаївна         | Городоцький район        | Великолюбінський № 111        | оператор по відгодівлі великої рогатої худоби колгоспу імені ХХ з'їзду КПРС селища Великий Любінь Городоцького р-ну                                                                                            |                                |
| Костюк Володимир Олексійович       | Яворівський район        | Яворівський № 250             | начальник управління місцевої промисловості Львівського облвиконкому |                                |
| Краковецька Надія Василівна        | місто Львів              | Червоноармійський № 57        | пресувальниця Львівського виробничого об'єднання по випуску штучних алмазів та алмазного інструменту |                                |
| Крапивін Євген Іванович            | Яворівський район        | Касянівський № 242            | «старший інженер автобази тресту «Яворівхімбуд»» (командувач Військово-повітряних сил (ВПС) Прикарпатського військового округу, генерал-майор авіації)                                                         | загинув 3.05.1985              |
| Краюшин Василь Степанович          | Сокальський район        | Олексіївський № 215           | 1-й заступник начальника Політичного управління Прикарпатського військового округу |                                |
| Крюков Микола Петрович             | Яворівський район        | Рясненський № 248             | голова Яворівського райвиконкому |                                |
| Кузнецов Олег Володимирович        | місто Стрий              | Стрийський № 87               | шліфувальник Стрийського заводу «Металіст» |                                |
| Кузьо Ярослава Федорівна           | Яворівський район        | Добростанівський № 239        | колгоспниця колгоспу імені Лесі Українки села Великополе Яворівського р-ну |                                |
| Куценко Георгій Павлович           | місто Львів              | Залізничний № 41              | генеральний директор Львівського виробничого об'єднання імені Леніна |                                |
| Лаврик Галина Володимирівна        | Миколаївський район      | Роздольський № 153            | робітниця Роздольської швейної фабрики Дрогобицького виробничого швейного об'єднання «Зоря» |                                |
| Лагода Євген Іларіонович           | Дрогобицький район       | Новокропивницький № 120       | начальник управління внутрішніх справ Львівського облвиконкому |                                |
| Лазаренко Євгенія Миколаївна       | місто Львів              | Шевченківський № 50           | робітниця Львівського виробничого трикотажного об'єднання «Промінь» |                                |
| Левенцев Анатолій Миколайович      | Сокальський район        | Белзький № 206                | голова Сокальського райвиконкому |                                |
| Липова Дарія Павлівна              | Жидачівський район       | Жирівський № 128              | голова Жидачівського райвиконкому |                                |
| Лозинська Ольга Іванівна           | Городоцький район        | Родатичівський № 116          | оператор машинного доїння колгоспу імені Мічуріна села Галичани Городоцького р-ну |                                |
| Лубківський Роман Мар'янович       | місто Львів              | Шевченківський № 53           | письменник, голова правління Львівського відділення Спілки письменників України |                                |
| Лучиніна (Гамеляк) Леся Михайлівна | місто Самбір             | Самбірський № 83              | слюсар-складальник Самбірського приладобудівного заводу «Омега» |                                |
| Лущинська Ганна Михайлівна         | Нестеровський район      | Туринківський № 169           | оператор машинного доїння колгоспу імені Ярослава Галана села Туринка Нестеровського р-ну |                                |
| Лютова Лариса Іванівна             | місто Трускавець         | Трускавецький № 91            | завідувачка терапевтичного відділення санаторію «Весна» Трускавецької територіальної ради по управлінню курортами профспілок                                                                                   |                                |
| Макаренко Анатолій Петрович        | Дрогобицький район       | Підбузький № 121              | начальник відділу юстиції Львівського облвиконкому |                                |
| Маланчук Анастасія Іванівна        | Миколаївський район      | Гірський № 147                | оператор машинного доїння колгоспу імені Мічуріна села Гірське Миколаївського р-ну |                                |
| Малець Богдана Семенівна           | Золочівський район       | Великовільшаницький № 133     | тваринниця колгоспу імені 17 Вересня села Підгайчики Золочівського р-ну |                                |
| Малик Станіслав Іванович           | місто Дрогобич           | Дрогобицький № 79             | начальник Управління Комітету державної безпеки УРСР по Львівській області |                                |
| Мальчицька Ольга Михайлівна        | місто Львів              | Шевченківський № 47           | лаборант Львівського заводу газової апаратури |                                |
| Малюга В'ячеслав Олександрович     | Стрийський район         | Квасницький № 228             | «інструктор Стрийського райкому ДТСААФ» (військовослужбовець Прикарпатського військового округу) |                                |
| Мацишин Петро Володимирович        | Перемишлянський район    | Чемеринецький № 175           | механізатор колгоспу імені Лесі Українки села Борщів Перемишлянського р-ну |                                |
| Медвідь Іван Йосипович             | Жидачівський район       | Новострілищанський № 130      | тракторист колгоспу «Росія» села Дев'ятники Жидачівського р-ну |                                |
| Меняйлов Віктор Микитович          | місто Львів              | Радянський № 29               | начальник Управління Львівського округу Держгіртехнагляду УРСР |                                |
| Микитчин Ярослав Іванович          | Жидачівський район       | Гніздичівський № 126          | робітник Жидачівського районного виробничого об'єднання по агрохімічному обслуговуванню сільського господарства «Сільгоспхімія»                                                                                |                                |
| Мись Надія Петрівна                | місто Червоноград        | Червоноградський № 93         | в'язальниця Червоноградського виробничого панчішного об'єднання |                                |
| Михайлова Марія Іванівна           | місто Львів              | Залізничний № 42              | робітниця Львівського виробничого об'єднання «Львівдерев» |                                |
| Мізерник Іван Дмитрович            | Дрогобицький район       | Добрівлянівський № 117        | головний агроном колгоспу «Перше травня» села Волоща Дрогобицького р-ну |                                |
| Мінасіян Наталія Рафаелівна        | місто Львів              | Радянський № 13               | майстер Львівської фабрики паперово-білових виробів імені XXV з'їзду КПРС |                                |
| Муравйов Борис Григорович          | Турківський район        | Боринський № 232              | начальник Львівського обласного виробничого управління будівництва і експлуатації автомобільних шляхів |                                |
| Муравйова Любов Григорівна         | місто Львів              | Червоноармійський № 58        | друкар Львівської книжкової фабрики «Атлас» |                                |
| Надич Михайло Іванович             | Турківський район        | Верхньогусиненський № 233     | завідувач магазину села Верхнє Висоцьке Турківського р-ну |                                |
| Назарчук Петро Данилович           | Буський район            | Красненський № 106            | 1-й секретар Буського райкому КПУ |                                |
| Ногаль Марія Мирославівна          | місто Червоноград        | Гірницький № 97               | швея Червоноградської швейно-галантерейної фабрики Львівського виробничого текстильно-галантерейного об'єднання «Юність»                                                                                       |                                |
| Оганов Володимир Михайлович        | місто Львів              | Ленінський № 6                | генеральний директор Львівського виробничо-енергетичного об'єднання «Львівенерго» |                                |
| Огурок Надія Іларіонівна           | Золочівський район       | Глинянський № 134             | технік-будівельник колгоспу імені Шевченка села Прогноїв Золочівського р-ну |                                |
| Олійник Іван Михайлович            | місто Борислав           | Бориславський № 72            | начальник управління в справах будівництва і архітектури Львівського облвиконкому |                                |
| Омельченко Павло Михайлович        | місто Львів              | Залізничний № 39              | 2-й секретар Львівського міськкому КПУ |                                |
| Оприск Катерина Миколаївна         | Миколаївський район      | Верхньодорожненський № 146    | бригадир колгоспу імені Леніна села Гонятичі Миколаївського р-ну |                                |
| Осадчук Анатолій Якимович          | Кам'янсько-Бузький район | Великоколодненський № 141     | голова Кам'янсько-Бузького райвиконкому |                                |
| Осередчук Богдан Миколайович       | місто Львів              | Радянський № 27               | бригадир Львівського виробничого об'єднання «Львівтрансгаз» |                                |
| Павельчак Наталія Василівна        | Самбірський район        | Воютицький № 192              | робітниця Воютицького спиртзаводу села Воютичі Самбірського р-ну |                                |
| Павлечко Іван Прокопович           | Старосамбірський район   | Головецький № 216             | бригадир рільничої бригади радгоспу «Прикордонник» села Мшанець Старосамбірського р-ну |                                |
| Павлівець Ірина Дмитрівна          | Пустомитівський район    | Давидівський № 180            | оператор машинного доїння учгоспу «Давидівський» села Старе Село Пустомитівського р-ну |                                |
| Павловський Михайло Петрович       | місто Львів              | Червоноармійський № 60        | ректор Львівського державного медичного інституту |                                |
| Падалка Анатолій Захарович         | місто Червоноград        | Червоноградський № 95         | секретар Львівського обкому КПУ |                                |
| Палфій Федір Юрійович              | Пустомитівський район    | Оброшинський № 182            | директор Науково-дослідного інституту землеробства і тваринництва західних районів УРСР |                                |
| Панасюк Володимир Васильович       | місто Львів              | Радянський № 21               | директор Львівського фізико-механічного інституту Академії наук УРСР |                                |
| Панцюк Іван Миколайович            | місто Львів              | Шевченківський № 51           | 1-й заступник голови Львівського міськвиконкому |                                |
| Паркасевич Роман Михайлович        | Мостиський район         | Чернівський № 159             | шофер колгоспу «Шлях до комунізму» села Гостинцеве Мостиського р-ну |                                |
| Пастух Василь Григорович           | місто Стрий              | Стрийський № 88               | токар Стрийського виробничого об'єднання ковальсько-пресового обладнання |                                |
| Пастух Віктор Михайлович           | місто Львів              | Залізничний № 32              | майстер виробничого навчання Львівського середнього міського професійно-технічного училища № 12 |                                |
| Перейма Ольга Миколаївна           | Миколаївський район      | Новороздольський № 150        | оператор сіркоплавильного цеху Роздольського виробничого об'єднання «Сірка» Миколаївського р-ну |                                |
| Петришин Ярослава Степанівна       | місто Львів              | Ленінський № 4                | технолог Львівського виробничого текстильно-галантерейного об'єднання «Юність» |                                |
| Петровський Болеслав Денисович     | місто Трускавець         | Трускавецький № 90            | голова Трускавецького міськвиконкому |                                |
| Петровський Роман Михайлович       | Стрийський район         | Нежухівський № 230            | голова Стрийського райвиконкому |                                |
| Петрук Галина Георгіївна           | місто Львів              | Радянський № 12               | майстер Львівського виробничого об'єднання «Кінескоп» |                                |
| Печерський Микола Григорович       | Жидачівський район       | Ходорівський № 132            | голова Львівського обласного комітету народного контролю |                                |
| Пивницька Марія Анатоліївна        | Радехівський район       | Радехівський № 191            | учителька Радехівської середньої школи № 2 |                                |
| Пижик Георгій Михайлович           | місто Борислав           | Бориславський № 71            | голова Львівської обласної Ради професійних спілок |                                |
| Пилипчук Борис Андрійович          | місто Львів              | Червоноармійський № 68        | начальник управління громадського харчування Львівського облвиконкому |                                |
| Пилипчук Олександр Олександрович   | Радехівський район       | Вузлівський № 186             | 1-й секретар Радехівського райкому КПУ |                                |
| Піпська Лідія Яромирівна           | Старосамбірський район   | Нижанковицький № 218          | робітниця Нижанковицької меблевої фабрики деревообробного комбінату «Добромиль» Старосамбірського р-ну |                                |
| Подольчак Володимир Михайлович     | Нестеровський район      | Кунинський № 164              | начальник управління в справах видавництв, поліграфії та книжкової торгівлі Львівського облвиконкому |                                |
| Половецька Оксана Миколаївна       | місто Львів              | Залізничний № 37              | монтажниця Львівського виробничого об'єднання імені Леніна |                                |
| Помажак Надія Романівна            | місто Львів              | Ленінський № 1                | робітниця Львівської фабрики індивідуального пошиття і ремонту трикотажних виробів |                                |
| Попадин Галина Семенівна           | Жидачівський район       | Журавненський № 128           | тваринниця колгоспу «Верховина» села Монастирець Жидачівського р-ну |                                |
| Попенко Іван Григорович            | Радехівський район       | Лиманівський № 187            | «інструктор Львівського обласного комітету Добровільного товариства сприяння армії, авіації і флоту (ДТСААФ)» (начальник 7-го Карпатського прикордонного загону Західного прикордонного округу КДБ, полковник) |                                |
| Попов Геннадій Сергійович          | Бродівський район        | Заболотцівський № 101         | голова колгоспу «Правда» села Пониковиця Бродівського р-ну |                                |
| Попроцька Марія Володимирівна      | місто Львів              | Ленінський № 7                | маляр Львівського домобудівного комбінату |                                |
| Пшеницька Любов Миколаївна         | Сокальський район        | Правдівський № 209            | майстер машинного доїння колгоспу імені Шевченка села Новоукраїнка Сокальського р-ну |                                |
| Радловська Степанія Іванівна       | Дрогобицький район       | Меденицький № 119             | бухгалтер колгоспу імені Леніна селища Медениця Дрогобицького р-ну |                                |
| Реутський Володимир Федорович      | Яворівський район        | Шклівський № 249              | директор Яворівського виробничого об'єднання «Сірка» Яворівського р-ну |                                |
| Рибицька Ольга Тимофіївна          | Сокальський район        | Великомостівський № 207       | робітниця галантерейної дільниці Великомостівської фабрики галантерейно-побутових виробів Сокальського р-ну |                                |
| Романець Володимир Васильович      | місто Львів              | Червоноармійський № 65        | голова Львівського обласного суду |                                |
| Рущишин Іван Михайлович            | Самбірський район        | Рудківський № 195             | слюсар тракторної бригади колгоспу «Ленінець» села Новосілки-Гостинні Самбірського р-ну |                                |
| Савицька Зінаїда Єгорівна          | Золочівський район       | Золочівський № 136            | заступник директора по навчально-виховній роботі Золочівської середньої школи № 3 |                                |
| Садовський Йосип Антонович         | Золочівський район       | Золочівський № 135            | голова правління Львівської організації Спілки художників Української РСР |                                |
| Самойленко Альбіна Сергіївна       | Самбірський район        | Садковицький № 196            | секретар Львівського облвиконкому |                                |
| Самотій Любов Олександрівна        | Нестеровський район      | Куликівський № 163            | голова Нестеровського райвиконкому |                                |
| Сахаревич Степанія Степанівна      | Буський район            | Чанизький № 109               | доярка колгоспу імені Лесі Українки села Соколя Буського р-ну |                                |
| Свергунов Анатолій Петрович        | місто Львів              | Залізничний № 36              | заступник командира авіаескадрильї Львівського об'єднаного авіазагону |                                |
| Святоцький Василь Олександрович    | Золочівський район       | Сасівський № 139              | 2-й секретар Львівського обкому КПУ |                                |
| Скалоцька Ганна Трохимівна         | Перемишлянський район    | Ушковичівський № 174          | зоотехнік колгоспу «Комунар» села Осталовичі Перемишлянського р-ну |                                |
| Слізко Наталія Олександрівна       | місто Львів              | Радянський № 15               | монтажниця Львівського заводу «Львівприлад» |                                |
| Сліпушенко Микола Андрійович       | Нестеровський район      | Нестеровський № 166           | редактор обласної газети «Львовская правда» |                                |
| Словакевич Надія Миколаївна        | місто Стрий              | Стрийський № 85               | в'язальниця трикотажних виробів Стрийського міського комбінату побутового обслуговування |                                |
| Смирнова Ірина Василівна           | місто Стрий              | Моршинський № 89              | маляр Стрийської дистанції цивільних споруд Львівської залізниці |                                |
| Снеда Михайло Іванович             | місто Львів              | Ленінський № 10               | слюсар Львівського заводу фрезерних верстатів |                                |
| Сподар Анна Михайлівна             | місто Дрогобич           | Дрогобицький № 74             | швея-мотористка Дрогобицької швейної фабрики |                                |
| Сприса Олександра Карлівна         | місто Львів              | Червоноармійський № 64        | інструктор виробничого навчання Львівської бавовнопрядильної фабрики |                                |
| Стахів Володимир Андрійович        | Кам'янсько-Бузький район | Новояричівський № 145         | тракторист колгоспу імені ХХ з'їзду КПРС села Банюнин Кам'янсько-Бузького р-ну |                                |
| Стефанишин Ганна Григорівна        | Старосамбірський район   | Скелівський № 220             | доярка колгоспу імені Шевченка села Сусідовичі Старосамбірського р-ну |                                |
| Стогул Микола Олексійович          | місто Львів              | Ленінський № 9                | слюсар Львівського автобусного заводу |                                |
| Сторожук Сергій Степанович         | Мостиський район         | Пнікутський № 157             | голова Мостиського райвиконкому |                                |
| Стороняк Іван Ілліч                | місто Львів              | Шевченківський № 52           | завідувач відділу соціального забезпечення Львівського облвиконкому |                                |
| Стріжик Володимир Іванович         | Городоцький район        | Березецький № 110             | механізатор колгоспу «Більшовик» села Кліцько Городоцького р-ну |                                |
| Сухович Леся Михайлівна            | Нестеровський район      | Магерівський № 165            | оператор машинного доїння колгоспу імені Івана Франка села Замок Нестеровського р-ну |                                |
| Табен Данута Дмитрівна             | Мостиський район         | Мостиський № 156              | робітниця Мостиського заводу Львівського виробничого об'єднання «Електрон» |                                |
| Тарас Нестор Іванович              | Сокальський район        | Тартаківський № 214           | голова колгоспу «Зоря комунізму» села Тартаків Сокальського р-ну |                                |
| Твердий Пилип Якович               | Пустомитівський район    | Водянський № 178              | заступник голови Львівського облвиконкому | помер 20.04.1986               |
| Терлецька Людмила Ярославівна      | Старосамбірський район   | Старосамбірський № 221        | майстер пошивного цеху Старосамбірського райпобуткомбінату |                                |
| Тимків Михайло Миколайович         | Жидачівський район       | Жидачівський № 127            | голова правління Львівської обласної споживчої спілки | помер 1.05.1985                |
| Токмаков Євген Петрович            | Перемишлянський район    | Брюховицький № 171            | начальник управління харчової промисловості Львівського облвиконкому |                                |
| Третьякова Тетяна В'ячеславівна    | місто Львів              | Ленінський № 11               | студентка Львівського державного університету імені Івана Франка |                                |
| Трубич Парасковія Степанівна       | Яворівський район        | Немирівський № 245            | оператор машинного доїння колгоспу «Дружба» села Вербляни Яворівського р-ну |                                |
| Фарович Наталія Михайлівна         | місто Самбір             | Самбірський № 82              | робітниця Самбірського заводу радіодеталей |                                |
| Федак Йосип Іванович               | Самбірський район        | Луківський № 194              | інженер колгоспу імені Калініна села Луки Самбірського р-ну |                                |
| Федунь Марія Іванівна              | Яворівський район        | Нагачівський № 244            | оператор машинного доїння колгоспу імені Карла Маркса села Чернилява Яворівського р-ну |                                |
| Федюк Михайло Михайлович           | Нестеровський район      | Гійченський № 160             | шофер колгоспу «Прогрес» села Гійче Нестеровського р-ну |                                |
| Фендик Ольга Михайлівна            | Стрийський район         | Яблунівський № 231            | оператор по відгодівлі молодняка великої рогатої худоби колгоспу імені Леніна села Лисятичі Стрийського р-ну                                                                                                   |                                |
| Халаїм Петро Зотович               | Турківський район        | Лімнянський № 236             | начальник Львівської обласної інспекції по охороні природи |                                |
| Хамуляк Ярослав Михайлович         | Перемишлянський район    | Бібрський № 170               | механізатор колгоспу імені Шевченка села Великі Глібовичі Перемишлянського р-ну |                                |
| Ханас Ганна Петрівна               | Жидачівський район       | Вербицький № 125              | бригадир комплексної бригади колгоспу «Ленінським шляхом» села Вербиця Жидачівського р-ну |                                |
| Харчев Анатолій Павлович           | місто Львів              | Шевченківський № 56           | водій Львівського автотранспортного підприємства № 31421 |                                |
| Хиля Володимир Федорович           | Старосамбірський район   | Старосолянський № 222         | завідувач організаційно-інструкторського відділу Львівського облвиконкому |                                |
| Холява Євгенія Іванівна            | Сокальський район        | Сокальський № 213             | швея-мотористка Сокальської панчішної фабрики Червоноградського виробничого панчішного об'єднання |                                |
| Хомин Галина Дмитрівна             | Пустомитівський район    | Борщовицький № 176            | робітниця радгоспу «Жовтневий» села Лисиничі Пустомитівського р-ну |                                |
| Хомин Ольга Василівна              | Миколаївський район      | Розвадівський № 152           | оператор машинного доїння колгоспу імені Шевченка села Пісочне Миколаївського р-ну |                                |
| Хомищак Марія Миколаївна           | Самбірський район        | Дублянський № 193             | робітниця Майницького кормобрикетного заводу колгоспу імені Шевченка села Майнич Самбірського р-ну |                                |
| Хомищинець Тетяна Степанівна       | місто Львів              | Залізничний № 44              | робітниця Львівського виробничого об'єднання «Автонавантажувач» |                                |
| Цап'як Людмила Анатоліївна         | Старосамбірський район   | Добромильський № 217          | робітниця Добромильського деревообробного комбінату «Добромиль» Старосамбірського р-ну |                                |
| Цепко Надія Михайлівна             | місто Львів              | Залізничний № 30              | розподілювач робіт Львівського виробничого об'єднання «Конвейєр» |                                |
| Чаплій Зінаїда Петрівна            | Бродівський район        | Бродівський № 99              | майстер цеху товарів народного споживання Бродівського лісгоспзагу |                                |
| Червінська Ганна Володимирівна     | Кам'янсько-Бузький район | Добротіврський № 143          | колгоспниця колгоспу «Дружба» села Зубів Міст Кам'янсько-Бузького р-ну |                                |
| Черненко Степан Лук'янович         | місто Львів              | Червоноармійський № 59        | персональний пенсіонер, діяч КПЗУ |                                |
| Чернящук Віра Пилипівна            | місто Львів              | Радянський № 25               | швея Львівської шкіргалантерейної фабрики |                                |
| Чеховський Ярослав Іларіонович     | місто Львів              | Залізничний № 38              | начальник Львівського головного територіального управління Державного комітету УРСР по матеріально-технічному забезпеченню                                                                                     |                                |
| Чорний Богдан Станіславович        | місто Львів              | Радянський № 26               | коваль Львівського виробничого об'єднання «Львівхімсільгоспмаш» |                                |
| Чугайов Володимир Петрович         | місто Львів              | Ленінський № 8                | ректор Львівського державного університету імені Івана Франка |                                |
| Шавков Петро Іванович              | місто Стрий              | Стрийський № 84               | 1-й заступник голови Львівського облвиконкому |                                |
| Шайдецький Борис Маркіянович       | Яворівський район        | Івано-Франківський № 241      | голова комітету по телебаченню і радіомовленню Львівського облвиконкому |                                |
| Шевчук Мирон Орестович             | місто Борислав           | Бориславський № 70            | токар Бориславського експериментального ливарно-механічного заводу |                                |
| Шельонг Тетяна Харитонівна         | місто Львів              | Червоноармійський № 62        | токар Львівського виробничого об'єднання «Прикарпатпромарматура» |                                |
| Шимко Василь Миколайович           | Сколівський район        | Орівський № 202               | шофер радгоспу «Орівський» села Орів Сколівського р-ну |                                |
| Широких Юрій Васильович            | Сколівський район        | Прибережницький № 201         | комісар Львівського обласного військового комісаріату |                                |
| Шубіна Наталія Миколаївна          | Сколівський район        | Тухольківський № 205          | головний лікар Завадівської дільничної лікарні Сколівського р-ну |                                |
| Шуліпа Володимир Іванович          | місто Дрогобич           | Дрогобицький № 75             | заступник голови Львівського облвиконкому |                                |
| Щерба Катерина Федорівна           | місто Львів              | Залізничний № 33              | глазурувальниця сантехвиробів Львівського керамічного заводу |                                |
| Щербак Ігор Михайлович             | Кам'янсько-Бузький район | Кам'янсько-Бузький № 144      | робітник Кам'янсько-Бузького лісопаркетного комбінату |                                |
| Щудлак Галина Ярославівна          | Мостиський район         | Зав'язанецький № 155          | економіст по оплаті праці колгоспу імені Куйбишева села Великі Мокряни Мостиського р-ну |                                |
| Явич Арон Абрамович                | місто Львів              | Радянський № 28               | директор Львівського науково-дослідного радіотехнічного інституту |                                |
| Яворський Володимир Григорович     | місто Самбір             | Самбірський № 81              | начальник управління комунального господарства Львівського облвиконкому |                                |
| Янінович Богдана Олександрівна     | Турківський район        | Ісаївський № 235              | телятниця радгоспу імені ХХІІІ з'їзду КПРС села Ільник Турківського р-ну |                                |
| Яремчук Дмитро Антонович           | Перемишлянський район    | Перемишлянський № 172         | секретар Львівського обкому КПУ |                                |
| Яремчук Ірина Василівна            | Сокальський район        | Скоморохівський № 211         | фельдшер-ветеринар колгоспу імені 40-річчя Жовтня села Ланкове Сокальського р-ну |                                |
| Яремчук Микола Олексійович         | місто Львів              | Червоноармійський № 61        | начальник управління торгівлі Львівського облвиконкому |                                |
| Яремчук Ольга Павлівна             | місто Червоноград        | Соснівський № 98              | апаратниця центральної збагачувальної фабрики «Червоноградська» |                                |
| Генералов Леонід Євстахович        | Самбірський район        | Ободівський № 199             | 1-й заступник командувача військ Прикарпатського військового округу | дообраний 1985                 |
| Лебедєв Анатолій Іванович          | Жидачівський район       | Жидачівський № 127            | голова правління Львівської обласної споживчої спілки | дообраний 1985                 |
| Коновалов Василь Антонович         | Яворівський район        | Касянівський № 242            | «старший інженер автобази тресту «Яворівхімбуд»» (військовослужбовець Прикарпатського військового округу) | дообраний 1985                 |
| Строгов Анатолій Никандрович       | Турківський район        | Луківський № 238              | командувач Військово-повітряних сил (ВПС) – заступник командувача військ Прикарпатського військового округу | дообраний 1985                 |

16 березня 1985 року відбулася 1-а сесія Львівської обласної ради народних депутатів 19-го скликання. Головою облвиконкому обраний Кирей Михайло Ілліч, 1-ми заступниками голови — Шавков Петро Іванович і Байдюк Анатолій Тимофійович, заступниками голови: Алаєва Ія Семенівна, Твердий Пилип Якович, Шуліпа Володимир Іванович. Секретарем облвиконкому обрана Самойленко Альбіна Сергіївна.
Обрано виконком Львівської обласної ради 19-го скликання у складі 17 чоловік: Кирей Михайло Ілліч — голова облвиконкому; Шавков Петро Іванович — 1-й заступник голови облвиконкому; Байдюк Анатолій Тимофійович — 1-й заступник голови облвиконкому; Алаєва Ія Семенівна — заступник голови облвиконкому; Твердий Пилип Якович — заступник голови облвиконкому і голова Львівської обласної планової комісії; Шуліпа Володимир Іванович — заступник голови облвиконкому; Самойленко Альбіна Сергіївна — секретар облвиконкому; Добрик Віктор Федорович — 1-й секретар Львівського обкому КПУ; Антипов Олександр Миколайович — завідувач Львівського обласного фінансового відділу; Лагода Євген Іларіонович — начальник Львівського обласного управління внутрішніх справ; Печерський Микола Григорович — голова Львівського обласного комітету народного контролю; Хиля Володимир Федорович — завідувач організаційно-інструкторського відділу Львівського облвиконкому; Панцюк Іван Миколайович — 1-й заступник голови Львівського міськвиконкому; Годиш Ярослав Петрович — начальник Головного управління по будівництву у Львівській області «Головльвівпромбуд»; Чугайов Володимир Петрович — ректор Львівського державного університету імені Івана Франка; Кузьо Ярослава Федорівна — колгоспниця колгоспу імені Лесі Українки Яворівського р-ну; Гнат Володимир Осипович — робітник Стебницького калійного комбінату.